# 三枝斐子
三枝 斐子（さいぐさ あやこ、生没年不詳）は、江戸時代の女性。旗本・土屋廉直の妻。字は子章、茅淵と称して、清風と号した。和漢の学に通じて、和歌をよくした。
1806年（文化3年）4月に夫が堺奉行に任ぜられ、江戸から堺へ赴くのに従った道中を綴った紀行『旅の命毛』や、堺に在住した2年間を書き留めた日記『和泉日記』を遺した。ほかに『曹太家女論語解』、『烈女伝拾遺』、『枝氏家訓』などを著した。
『旅の命毛』は『続帝国文庫』所収。